# Drumline: A New Beat
Drumline: A New Beat (bra: Ritmo Total 2: A Nova Batida) é um filme musical americano lançado em 2014 dirigido por Bille Woodruff. É a sequência de Drumline.

## Elenco
- Alexandra Shipp — Danielle "Dani" Raymond
- Leonard Roberts — Sean Taylor
- Jordan Calloway — Jayven LaPierre
- Jeff Pierre — Tyree
- Mario Van Peebles — Dr. Chalmus Raymond
- DeRay Davis — Kevin Taylor
- Jasmine Burke — Tasha Williams
- Rome Flynn — Leon
- Tye White — Armondi Mason
- Scott Shilstone — Josh
- Lisa Arrindell Anderson — Lois Raymond
- LeToya Luckett — Dr. Nia Phillips
- Nick Cannon — Devon Miles

## Prêmios e nomeações
Guild of Music Supervisors Awards - 2015
- Melhor Supervisão música em TV de Um Filme - Tricia Holloway (Indicado)

Image Awards - 2015
- Filme de televisão excepcional, Mini-série ou Dramatic Special - (Indicado)
- Escrita excepcional em um filme de televisão - Karin Gist, Regina Y. Hicks (Indicado)
- Direção excepcional em um filme de televisão - Bille Woodruff (Indicado)

Motion Picture Sound Editors, USA - 2016
- Melhor Som Edição - De um Longa Musical na Televisão - Avital Korin, Lisa A. Arpino, Ben Zales, Sharyn Gersh (Indicado)

Prism Awards - 2015
- Filme de Televisão ou Minissérie (indicado)